# Lake Sammamish
Der Lake Sammamish  ist ein Süßwasser-See, etwa 13 Kilometer östlich von Seattle im King County im US-Bundesstaat Washington. Der See ist 11,7 Kilometer lang und maximal 2,4 Kilometer breit mit einer maximalen Tiefe von 32 Metern und einer Fläche von 19,8 Quadratkilometern. Er liegt östlich des Lake Washington und westlich von Sammamish; er erstreckt sich von Issaquah im Süden nach Redmond im Norden. Bei Issaquah mündet der Issaquah Creek und in Redmond fließt er über den Sammamish River in den Lake Washington ab.
Das 250 Quadratkilometer große Einzugsgebiet des Lake Sammamish erstreckt sich von Redmond über Bellevue und Issaquah bis nach Preston und Hobart; es gibt zahlreiche Bäche, die in den See münden. Der Issaquah Creek ist der größte Zufluss; er macht mehr als 70 Prozent des Gesamtzustroms aus.

## Wachstum
Das Gebiet rund um den Lake Sammamish war in der Gegenwart der am schnellsten wachsende suburbane Bezirk in der Metropolregion Seattle. Während der späten 1990er und der frühen 2000er Jahre wuchsen die Städte Redmond, Snoqualmie, Fall City, Issaquah und Bellevue merklich. Die Kleinstadt Sammamish wurde 1999 aufgrund des suburbanen Wachstum als Gebietskörperschaft anerkannt.

## Ökologie und Naturschutz
In historischer Zeit wurde der Abfluss aus den starken Niederschlägen im Einzugsgebiet des Sees (fast zweimal so viel wie die 889 Millimeter, die Seattle jährlich erreichen) von den umliegenden Wäldern aufgesogen. Lockere, schwammartige Waldböden sorgten dafür, dass das Wasser während des Winters zurückgehalten und an die Grundwasserleiter abgegeben wurde, während sie in den trockenen Sommermonaten frisches Wasser an die Bäche abgaben. Mit der schnellen Urbanisierung wurden die Wälder durch undurchdringliche Oberflächen ersetzt – Dächer, Straßen, Parkplätze – und die Starkregen-Abflüsse erhöhten die Hochwassergefahr. Diese Starkregen-Abflüsse transportierten Sedimente und Giftstoffe in die Bäche und schließlich in den See, was sowohl auf die Wasserqualität als auch auf Fische und andere Lebewesen negative Auswirkungen hatte.
Im Mai 2010 ersuchte die Bundesregierung die Stadt Sammamish um eine Beschränkung der Entwicklung innerhalb eines Umkreises von 250 Fuß (76 Metern) um das Ufer, um die örtlichen Vorkommen von Lachsen und Steelhead-Forellen (Oncorhyncus mykiss) zu schützen. Der Bericht schloss den Lake-Sammamish-Kokanee (Oncorhyncus nerka) nicht in die gefährdeten Arten ein, obwohl Umweltschützer und Wissenschaftler die Art durch die Entwicklung am See und den Zuflüssen an den Rand der Ausrottung gebracht sahen. Ungeachtet des Widerstands gegen den Bericht durch die Stadt Sammamish beschränkt Issaquah bereits die Entwicklung innerhalb von 200 Fuß (61 Metern) um den See, den Issaquah Creek und den East Fork Issaquah Creek durch ein Shoreline Management Program (deutsch etwa „Uferschutzprogramm“). Schätzungsweise kommen nur noch weniger als 100 Kokanees im Lake Sammamish vor.

### Biber
Die Rückkehr des Kanadischen Bibers (Castor canadensis) zum Lake Sammamish in jüngster Zeit führt zu Besorgnissen unter den Verantwortlichen der City of Issaquah und des Lake Sammamish State Parks, die behaupten, die Säuger würden die Hochwassergefahr steigern und Straßen untergraben. Diese Behörden empfehlen die Umsiedlung der Biberfamilien. Am 6. Juli 2010 beantragten die Offiziellen der Stadt Issaquah beim Washington Department of Fish and Wildlife die Beseitigung eines Biberdamms am Tibbetts Creek im Lake Sammamish State Park, weil sie ein potenzielles Hochwasser sowie die Unterbrechung der Lachswanderungen befürchteten.
Im Gegensatz dazu zeigten Forschungen im Norden der Vereinigten Staaten und in Kanada, dass Biber ökologische Vorteile bringen, indem sie Teiche schaffen, welche Fisch- und Vogelpopulationen in Größe wie Diversität fördern. Eine Studie im Stillaguamish River Basin, etwa 50 Meilen (etwa 80 Kilometer) nördlich des Lake Sammamish, schätzte die Reduktion der im Sommer heranwachsenden jungen Silberlachse durch den ausgeweiteten Verlust von Biber-Seen auf 89 Prozent und eine ähnlich schädliche Reduktion der entscheidenden Kapazität der Winterlebensräume auf 86 Prozent.

## Erholung und Parks

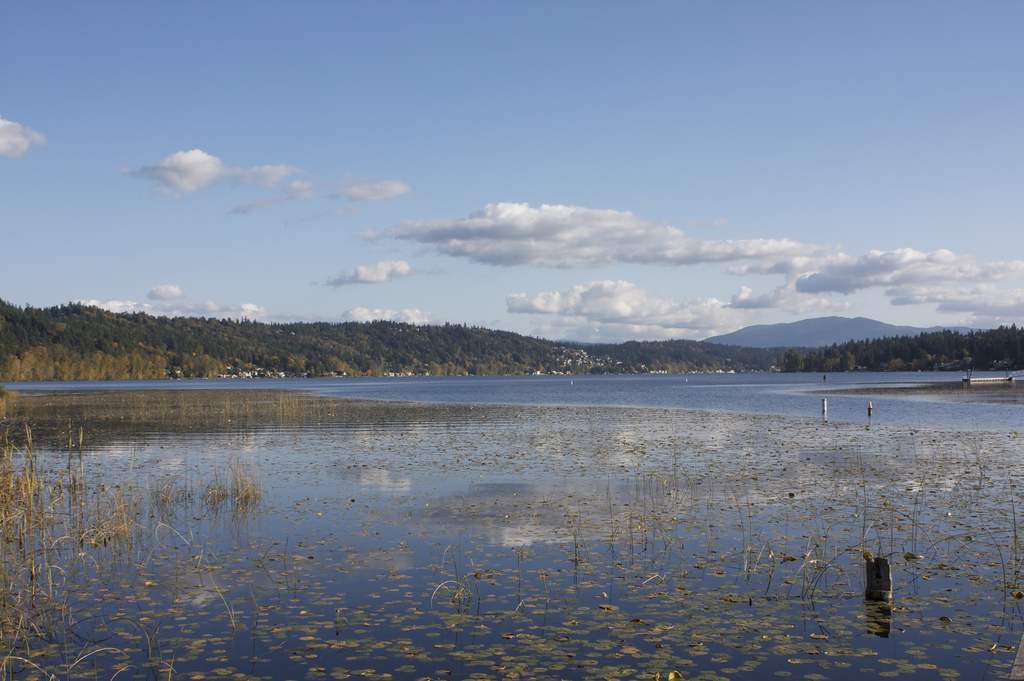
Der Lake Sammamish vom Marymoor Park aus gesehen

Der Lake Sammamish grenzt im Norden an den Marymoor Park, im Süden an den Lake Sammamish State Park und den East Lake Sammamish Trail. Die Haupt-Freizeitaktivitäten sind Rudern, Wasserski-Laufen, Wakeboarden, Wakesurfen, Tubing und Jet-Ski-Fahren.
Es gibt einen öffentlichen Slalom-Kurs für Wasserski am äußersten Nordende des Sees, der von West nach Ost verläuft. Mitte der 1980er Jahre schlug der Radio-Moderator Pat O’Day vor, den Seafair Cup für Rennboote vom Lake Washington an den Lake Sammamish zu verlegen, war damit aber nicht erfolgreich.

## Trivia
- Pirates vs. Vikings ist eine derbe Wasserbombenschlacht zwischen Booten auf dem Lake Sammamish, gefolgt von einer Tanz-Party bis vier Uhr morgens. Die Teilnehmer verkleiden sich entweder als Wikinger oder als Pirates. 2015 fand die siebte Veranstaltung in Folge statt.[11]
- Der Serienmörder Ted Bundy entführte 1974 zwei Frauen am helllichten Tag am Strand des Lake Sammamish State Park, indem er eine Verletzung vortäuschte und um ihre Hilfe bat.
- Der Frauenmörder Randy Roth ertränkte 1991 seine vierte Ehefrau Cynthia am Lake Sammamish, nachdem sie aus dem Idylwood Park in Redmond mit einem Floß in den See hinausgefahren waren.